# Стерлядь (подводная лодка)
«Стерлядь» — российская подводная лодка начала XX века, четвёртый корабль проекта Holland-VIIR (тип «Сом»).

## Постройка
Подводная лодка «Стерлядь» была заложена 10 мая 1904 года на Невском судомеханическом заводе в Санкт-Петербурге. Спуск на воду состоялся в 1905 году. В ноябре того же года по железной дороге отправлена в Либаву для достройки и испытаний. В мае 1906 года вступила в строй.

## Служба
29 мая 1906 года зачислена в учебный отряд подводного плавания с базированием на Либаву.  В мае «Стерлядь» под командованием Ивана Ризнича совершила беспримерный по тому времени переход в штормовую погоду из Либавы в Ригу без судна-конвоира. Обобщил опыт данного плавания Иван Иванович в брошюре «Подводная лодка „Стерлядь“», которая стала одним из первых учебников по практике подводного плавания. Брошюра была засекречена, и до настоящего времени не удалось обнаружить ни одного сохранившегося экземпляра.
После прихода в базу начала принимать воду через не закрытый одним из машинистов забортный клапан. Экипаж вовремя заметил возрастающий дифферент на корму и предотвратил затопление.
Осенью 1906 года «Стерлядь» совершила самостоятельный поход длительностью в 100 миль между Брюстерортским маяком и Либавой. 4 октября 1906 года на пришвартованной к плавбазе «Хабаровск» лодке произошёл взрыв аккумуляторных газов. Один матрос погиб, двое были тяжело ранен, ещё двое получили лёгкие ожоги. Поступления воды не было, аккумуляторная батарея вышла из строя.
6 апреля 1907 года при перезарядке торпеды после учебной стрельбы началось поступление забортной воды в лодку через торпедный аппарат. Благодаря быстрой реакции и правильным действиям экипажа лодка не затонула.
В 1907—1911 годах использовалась как учебный корабль, неоднократно участвовала в учениях, флотских маневрах, испытаниях, экспериментах, осуществляла торпедные стрельбы. В 1908 году при совместной буксировке двух лодок плавбазой «Хабаровск» навалилась на однотипную «Белугу» и нанесла ей небольшие повреждения. В 1911 году прошла капитальный ремонт. В 1912 получила прибор звукоподводной связи системы Ниренберга, участвовала в испытаниях.
До 19 июля 1914 года продолжала использоваться как учебный корабль.
Во время Первой мировой войны участвовала в боевых действиях, несла дозорную службу на Або-Оландской шхерной позиции, базировалась на Мариехамн.
С 7 июля 1916 года «Стерлядь» снова переведена в учебный отряд, базировалась на Ревель (Новый порт).
25 октября 1917 года вошла в состав Красного Балтийского флота, однако уже осенью сдана к порту на хранение. В феврале 1918 года в полуразобранном состоянии захвачена германскими войсками, затем вывезена в Германию и разделана на металлолом.

## Командиры
- 1904—1906: Ризнич, Иван Иванович
- 1906—1908: И. А. Бровцын
- 1908—1909: С. В. Николев
- 1909—1915: Г. М. Палицын
- 1915—1916: И. Б. Лагидзе
- апрель-сентябрь 1916: А. А. Иконников
- сентябрь 1916: Я. К. Зубарев
- октябрь 1916 — сентябрь 1917: М. Н. Суборов
- апрель-октябрь 1917: В. О. Мюллер
- октябрь-ноябрь 1917: Ф. Ф. Бохенский